# Marie Brémont
Marie Brémont (Noëllet, 25 april 1886 – Candé, 6 juni 2001) was een Franse supereeuwelinge en de oudste levende persoon ter wereld. Verder was Brémont de laatste supereeuwelinge die in de 20e eeuw ‘s werelds oudste mens werd. Ze overleed op 115-jarige leeftijd.

## Levensloop
Brémont werd geboren in 1886 als Marie Mesange. Op 20-jarige leeftijd vertrok zij naar Parijs. Ze werd gouvernante bij een familie in Versailles. In 1910 huwde ze met Constant Lemaitre; deze echtgenoot overleed tijdens de Eerste Wereldoorlog. In 1936 ontmoette ze de taxichauffeur Florentin Brémont, met wie zij trouwde. Het echtpaar vestigde zich in Vritz. In 1967 overleed Florentin.
In 1992 verhuisde Brémont naar een ouderenwoning. Zij overleed daar op 6 juni 2001.
Brémont had geen kinderen.